# Gunniopsis
Gunniopsis, biljni rod iz porodice čupavica rasprostranjen jedino u Australskom kontinentu, na području svih osim države Victoria
Postoji 14 vrsta; sukulenti

## Vrste
1. Gunniopsis calcarea Chinnock
2. Gunniopsis calva Chinnock
3. Gunniopsis divisa Chinnock
4. Gunniopsis glabra (Lehm. ex Ewart) C.A.Gardner
5. Gunniopsis intermedia Diels
6. Gunniopsis kochii (R.Wagner) Chinnock
7. Gunniopsis papillata Chinnock
8. Gunniopsis propinqua Chinnock
9. Gunniopsis quadrifida (F.Muell.) Pax
10. Gunniopsis rodwayi (Ewart) C.A.Gardner
11. Gunniopsis rubra Chinnock
12. Gunniopsis septifraga (F.Muell.) Chinnock
13. Gunniopsis tenuifolia Chinnock
14. Gunniopsis zygophylloides (F.Muell.) Diels

## Sinonimi
- Gunnia F.Muell.
- Neogunnia Pax & K.Hoffm.